# امپراتور اودا
امپراتور اودا ((به ژاپنی: 宇多天皇 Uda)؛ پنجاه و نهمین امپراتور ژاپن بود.